# NGC 2948
NGC 2948 في الفهرس العام الجديد، هي مجرة، تقع في كوكبة الأسد. اكتشفت في 24 مارس 1786 بواسطة ويليام هيرشل.

## روابط خارجية
- NGC 2948 على موقع ويكي سكاي: DSS2, SDSS, GALEX, IRAS, Hydrogen α, X-Ray, Astrophoto, Sky Map, Articles and images